# Michel de Mauny
Pour les articles homonymes, voir Mauny (homonymie).
Michel de Mauny, né le 19 avril 1915 à Nantes et mort le 3 mai 2010 à Bruz, est un historien régionaliste et journaliste français, spécialiste de la Bretagne.

## Biographie
Michel de Mauny commence par donner quelques chroniques au journal Le Phare de la Loire, qui se voit finalement interdit à la Libération. Il contribue ensuite au journal belge La Cité, écrit des articles sur l'histoire bretonne dans la revue Miroir de l'Histoire et dans la Revue des deux Mondes. Il contribue également au journal de Jean-François Kahn, Les Nouvelles littéraires.
En 1957, il participe à la création de la revue Lectures françaises avec Henry Coston et Pierre-Antoine Cousteau. Légitimiste, il est aussi l'un des rédacteurs de la revue La Blanche Hermine. 
Il participe, par ailleurs, à l'élaboration de l'Encyclopédie Larousse.

## Publications
- Le Château et les seigneurs de Montauban de Bretagne, Saint-Germain-en-Laye, auto-édition, 1969, 79 p.
- Châteaux du Finistère, Paris, Nouvelles Éditions latines, 1971, 32 p.
- 1532 : le grand traité franco-breton, Saint-Germain-en-Laye, auto-édition, 1971, 199 p.
- L'Ancien comté de Rennes ou pays de Rennes, Paris, Roudil, 1974, 135 p.
- La Presqu'île de Crozon, Rennes, Ouest-France, 1977, 32 p.
- Pays de Léon, Rennes, Armor, 1977, 399 p. Prix René-Petiet 1978[2].
- Les dessous de l'union de la Bretagne à la France : 1532-1790, Paris, France-Empire, 1986, 209 p.  (ISBN 978-2-704-80510-5).
- Le Château des Rochers et la Collégiale de Champeaux, Alençon, Éditions régionales de l'Ouest, 1988, 80 p.  (ISBN 2-85554-028-3).
- Histoire de Châteaugiron, contribution à l'histoire de la Bretagne, Lorient, Dalc’homp Sonj, 1989, 141 p.  (ISBN 978-2-905-92906-8).
- Dir., Châteaux et Manoirs en Bretagne profonde, Alençon, Éditions régionales de l'Ouest, 1991, 384 p.  (ISBN 2-85554-049-6).
- Paimpont : la forêt enchantée de Brocéliande, Châteaulin, Jos Le Doare, 1996  (ISBN 978-2-855-43314-1).
- Traité d'union de la France à la Bretagne (1532), Londres, Celtics Chadenn, 2002  (ISBN 978-2-847-22016-2).
- Anne de Bretagne : ce cœur qui a tant aimé la Bretagne, Londres, Celtics Chadenn, 2002  (ISBN 978-2-847-22017-9).